# Przedsiębiorstwo Usług Komunalnych Komorniki
Przedsiębiorstwo Usług Komunalnych Komorniki, PUK Komorniki – zakład świadczący usługi komunalne we wsi i gminie Komorniki. Jest to także jeden z przewoźników komunikacji miejskiej w powiecie poznańskim.
Obecnie firma obsługuje 10 linii i posiada 33 sztuk autobusów.
W 2022 roku zakład zakupił pierwszy w aglomeracji ZTM Poznań zeroemisyjny, elektryczny autobus Solaris Urbino 12 electric.

## Linie autobusowe obsługiwane na zlecenieZTM Poznań
| Linia | Trasa |
| ----- | --- |
| 701   | GÓRCZYN PKM – Rakoniewicka (n/ż) – Przełęcz (n/ż) – Górecka – Jesionowa – Opolska - Dębiec PKM – Cieszyńska (n/ż) - Sempołowskiej - Będzińska (n/ż) - Korfantego (n/ż) - Świerczewo (n/ż) - Luboń/Puszkina (n/ż) – Luboń/os. Lubonianka – Luboń/Straż Pożarna – Luboń/Wojska Polskiego - Luboń/Targowa – Luboń/Parkowa – Luboń/Kościół – Luboń/Ośrodek Kultury (n/ż) – Luboń/Podgórna (n/ż) – Luboń/Kręta – Wiry/Nowa (n/ż) - Wiry/PKM (n/ż) - Wiry/Laskowska (n/ż) - Wiry/Kościół - Wiry/Kościół (n/ż) - Wiry/Wirowska (n/ż) - Wiry/Brzoskwiniowa (n/ż) - Komorniki/Jałowcowa (n/ż) - Komorniki/Granica (n/ż) - Komorniki/Nowa (n/ż) - Komorniki/Centrum - KOMORNIKI/JEZIORNA (wybrane kursy wydłużone do przystanku Komorniki/Os. Kompozytorów) |
| 702   | GÓRCZYN PKM – Głogowska – Lerczakówny – Kowalewicka – Kotowo – Luboń/Poniatowskiego – Luboń/Pleszewska – Komorniki/Żabikowska – Komorniki/Komornicka – Komorniki/Poznańska – Komorniki/Zakładowa – Komorniki/Młyńska – Komorniki/Sadowa – KOMORNIKI/OS. ZIELONE WZGÓRZE |
| 703   | GÓRCZYN PKM – Zgoda – Głogowska – Komorniki/Poznańska – Szreniawa/Sadowa – Rosnowo/Sadowa – Chomęcice/Poznańska – Konarzewo/Poznańska – KONARZEWO/PĘTLA |
| 704   | GÓRCZYN PKM – Głogowska – Konopackiej – Marii Lange – Komorniki/Fabianowska – Komorniki/Wiśniowa – Komorniki/Ks. Wawrzyniaka – Komorniki/Kolumba – Głuchowo/Tęczowa – Głuchowo/Komornicka – Głuchowo/Stawna – KOMORNIKI/TOPOLOWA |
| 705   | GÓRCZYN PKM – Głogowska – Komorniki/Poznańska – Szreniawa/Poznańska – Rosnówko/Termalna – Rosnówko/Bukowa – Walerianowo/Bukowa – Rosnowo/Bukowa – Chomęcice/Poznańska – Konarzewo/Poznańska – KONARZEWO/PĘTLA |
| 707   | GÓRCZYN PKM – Głogowska – Komorniki/Poznańska – Szreniawa/Sadowa – Rosnowo/Sadowa – Walerianowo/Bukowa – Rosnówko/Bukowa – Rosnówko/Termalna – Rosnówko/Poznańska – Rosnówko/Dworcowa – ROSNÓWKO/PKM (wybrane kursy skrócone do przystanku: Komorniki/Jeziorna) |
| 710   | GÓRCZYN PKM – Głogowska – Konopackiej – Marii Lange – Sycowska – Trzebińska – Plewiska/Fabianowska – Plewiska/Skryta – Plewiska/Grunwaldzka – Plewiska/Szkolna – Komorniki/Kolumba – KOMORNIKI/KOLUMBA (wybrane kursy skrócone do przystanku: Komorniki/Ks. Malinowskiego) |
| 715   | JUNIKOWO – Grunwaldzka – Wołczyńska – Plewiska/Jarzębinowa – Plewiska/Zakładowa – Plewiska/Południowa – Plewiska/Skryta – Plewiska/Miętowa – Plewiska/Grunwaldzka – Plewiska/Szkolna – Komorniki/Ks. Malinowskiego – Komorniki/Zakładowa – KOMORNIKI/URZĄD GMINY |
| 716   | JUNIKOWO – Grunwaldzka – Plewiska/Grunwaldzka – Plewiska/Szkolna – Komorniki/Ks. Malinowskiego – Komorniki/Polna – Głuchowo/Komornicka – Głuchowo/Stawna – GŁUCHOWO/STAWNA (wybrane kursy wydłużone do przystanku: Gołuski/Pętla) (wybrane kursy wydłużone do przystanku: Chomęcice/Środkowa) |
| 729   | OGRODY – Bukowska – Złotowska – Poznańska – Skórzewo/Poznańska – Skórzewo/Kozierowskiego – Dąbrowa/Wiejska – Dąbrowa/Poznańska – Zakrzewo/Gajowa – Zakrzewo/Długa – Dąbrówka/Długa – Dąbrówka/Poznańska – Palędzie/Pocztowa – Dopiewiec/Szkolna – Dopiewiec/Poznańska – Dopiewo/Poznańska – Dopiewo/Leśna – DOPIEWO/DWORZEC KOLEJOWY (wybrane kursy wydłużone do przystanku: Lisówki/DPS) (wybrane kursy wydłużone do przystanku: Chomęcice/Środkowa przez: Konarzewo/Pętla) |